# الطاقة في أذربيجان
الطاقة في أذربيجان تتمثل في إنتاج واستهلاك وتصدير الطاقة والكهرباء. تعمل وزارة الطاقة الأذربيجانية في قضايا الطاقة والصناعات .
في عام  2015 ، بلغ إجمالي استهلاك الطاقة في البلاد 14.5 مليون طن من معادل النفط. في عام 2016 ، ظل هذا الرقم مستقراً - 14.5 مليون.يمكن تقسيم هذا الرقم إلى المكونات التالية: كان استهلاك النفط  4.5 مليون طن ، والغاز- 9.6 مليون دولار ، والطاقة الكهرومائية - 0.4 مليون طن من معادل النفط. 

## النفط
- الإنتاج: - 931,990 برميل/ي (148,175 م3/ي) (2008)
- الاستهلاك: - 160,000 برميل/ي (25,000 م3/ي) (2007)

أذربيجان لديها احتياطيات نفطية كبيرة. بدأ استغلال حقول النفط في المنطقة في منتصف القرن التاسع عشر . في بداية عام 2015 ، بلغ إجمالي حجم حقول النفط المعروفة 7 مليارات برميل. وكان متوسط إنتاج النفط اليومي في عام 1998 يبلغ 194 ألف برميل، في عام 2004 - 318 ألف برميل، في عام 2015 - حوالي 860 ألف برميل. 
في عام 1994، عندما تم توقيع " عقد القرن "، كانت احتياطيات استكشاف النفط الأذربيجاني 511 مليون طن.  في عام 1996، قدرت احتياطيات النفط من المصادر الرسمية بـ 1.2 مليار برميل. في نهاية عام 2006، ارتفعت هذه الأرقام إلى 7 مليارات برميل، وبحلول نهاية عام2016، قدرت الاحتياطيات باستمرار بنحو 7 مليارات برميل. لعام 2016، بلغ إجمالي احتياطي النفط في أذربيجان 0.4٪ من إجمالي الاحتياطيات العالمية.

## الكهرباء
- الإنتاج: 19.44 بليون ك.و/س (2011)
- الاستهلاك: 13.57 بليون ك.و/س (2011)

## محطات الطاقة الهيدروليكية
- محطة إنيكند للطاقة الهيدرولوكية- 112 م.و
- محطة مينكجفير للطاقة الهيدرولوكية - 402 م.و
- محطة سارسانگ للطاقة الهيدرولوكية - 50 م.و
- محطة شامكير للطاقة الهيدرولوكية- 380 م.و